# Mirwaiz Umar Farooq
Pour les articles homonymes, voir Farooq.
Mirwaiz Umar Farooq, né le 23 mars 1973 à Srinagar, dans l'État de Jammu-et-Cachemire, en Inde, est l'actuel Mirwaiz (en) et un leader séparatiste du Cachemire. Il est le président du Comité d'action Awani, l'une des deux principales factions de la Conférence Hurriyat (en), une coalition de partis favorables au séparatisme cachemiri.
Mirwaiz Umar Farooq a un rôle politique et religieux important dans la vallée du Cachemire. Il est considéré comme le chef spirituel des musulmans du Cachemire.

## Biographie
Avant de devenir une figure politique du Cachemire, Mirwaiz Umar Farooq suit sa scolarisation à l'école Burn Hall (en) à Srinagar. Il est intéressé par les ordinateurs et émet le souhait de devenir ingénieur logiciel.
Il est titulaire d'un diplôme de troisième cycle en études islamiques, appelé « Moulvi Fazil », et d'un doctorat obtenu à l'université du Cachemire (en). Sa thèse porte sur Shah-e-Hamdan, un érudit musulman du XIVe siècle qui a introduit l'islam dans la vallée du Cachemire. 
À l'âge de 17 ans, à la suite de l'assassinat de son père Mirwaiz Maulvi Farooq (en) par des hommes armés inconnus, Umar Farooq unit vingt-trois organisations favorables au séparatisme cachemiri au sein de la Conférence Hurriyat (en). Le cortège funèbre de Mirwaiz Maulvi Farooq, le 21 mai 1990, est marqué par la mort de soixante-douze personnes. Cet événement a réveillé une conscience politique dans la vallée du Cachemire.
Mirwaiz Umar Farooq succède à son père et devient le 14e Mirwaiz (en) le 30 mai 1990. Il essaye de sensibiliser la communauté internationale de la situation du Cachemire tout en maintenant que le dialogue doit exister avec l'Inde et le Pakistan. Le magazine Time l'a présenté comme un des héros de l'Asie et, en octobre 2014, il figurait dans le classement des 500 musulmans les plus influents (en) du Royal Islamic Strategic Studies Centre. 
En décembre 2017, le journaliste français Paul Comiti a été arrêté par la police indienne alors qu'il réalisait un documentaire sur lui.